# Vetschau, Spreewald
Vetschau/Spreewald, innan 1 april 1997 Vetschau,, (lågsorbiska: Wětošow/Błota), är en stad i östra Tyskland, belägen i Landkreis Oberspreewald-Lausitz i förbundslandet Brandenburg.  Staden ligger i södra utkanten av naturområdet Spreewald, 19 km väster om den närmaste större staden Cottbus och omkring 100 km sydost om Berlin.
Vetschau genomgick en rad kommunsammanslagningar med närliggande småorter i början på 2000-talet. Kommunerna Göritz, Naundorf, Repten och Stradow år 2001, Ogrosen och Suschow år 2002 samt Koßwig, Laasow, Missen och Raddusch år 2003. Kommunen har sina nuvarande kommungränser sedan 2003.

## Geografi
Vetschau/Spreewald ligger söder om staden Lübbenau och norr om staden Calau, i södra utkanten av naturreservatet Biosphärenreservat Spreewald.  De norra delarna av kommunen tillhör reservatet.

### Administrativ indelning
Vetschau/Spreewald är amtsfri och därmed en självadministrerande kommun.
Förutom stadskärnan utgör även följande småorter kommundelar inom stadskommunen:
- Göritz (lågsorbiska: Chórice)
- Kosswig (tyska:Koßwig, lågsorbiska: Kósojce)
- Laasow (Łaz)
- Missen (Pšyne)
- Naundorf (Njabožkojce)
- Ogrosen (Hogrozna)
- Raddusch (Raduš)
- Repten (Herpna)
- Stradow (Tšadow)
- Suschow (Zušow)

## Stadsbild
I stadens centrum finns en dubbelkyrka som användes samtidig ab tyskar och slaver. Kyrkans uppföringstid sträcker sig efter fem århundranden. I byggnaden äger olika kulturella evenemang rum. Vid kanten av en slottspark ligger ett hus som informerar om regionens vita storkar. Av dessa häckar cirka 375 par i Niederlausitz. I ortsdelen Raddusch finns rekonstruktionen av en slavisk ringborg. Den ursprungliga borgen existerade omkring året 1000.

## Bilder

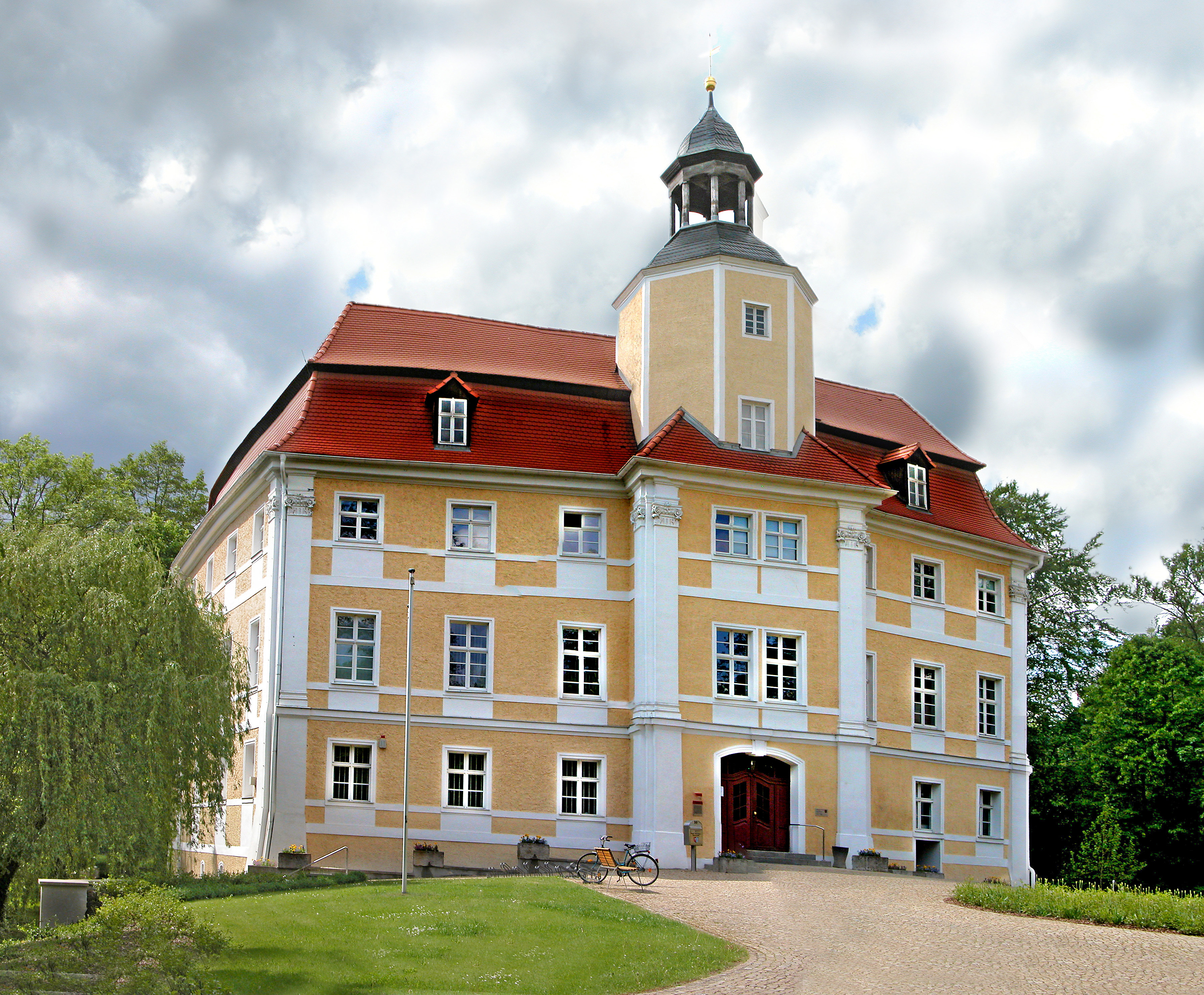
Slottet i Vetschau
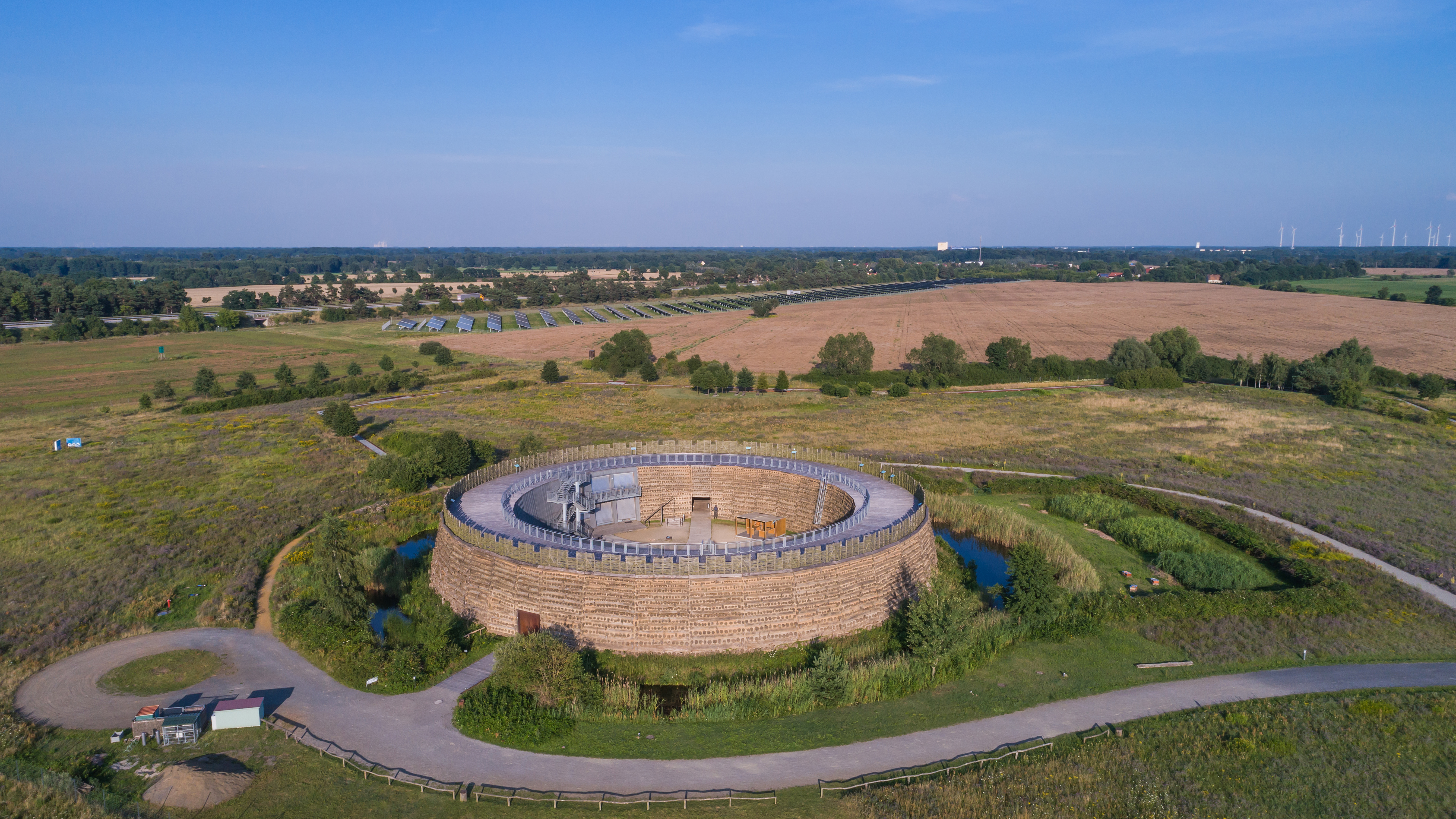
Slavisk ringborg (rekonstruktion)